# Buckland Filleigh
Buckland Filleigh – wieś w Anglii, w hrabstwie Devon, w dystrykcie Torridge.